# Cardo (calle)

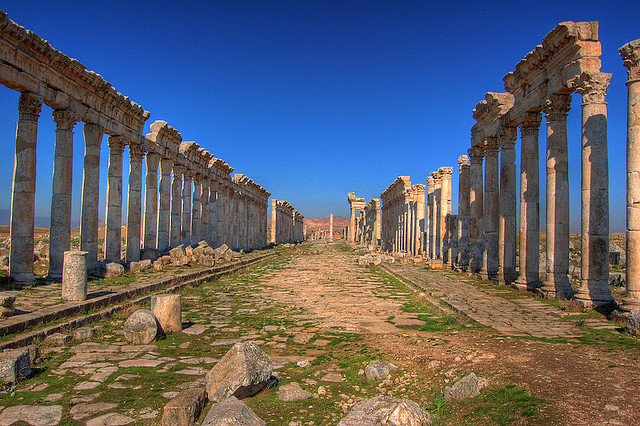
Cardo de Apamea (Siria).

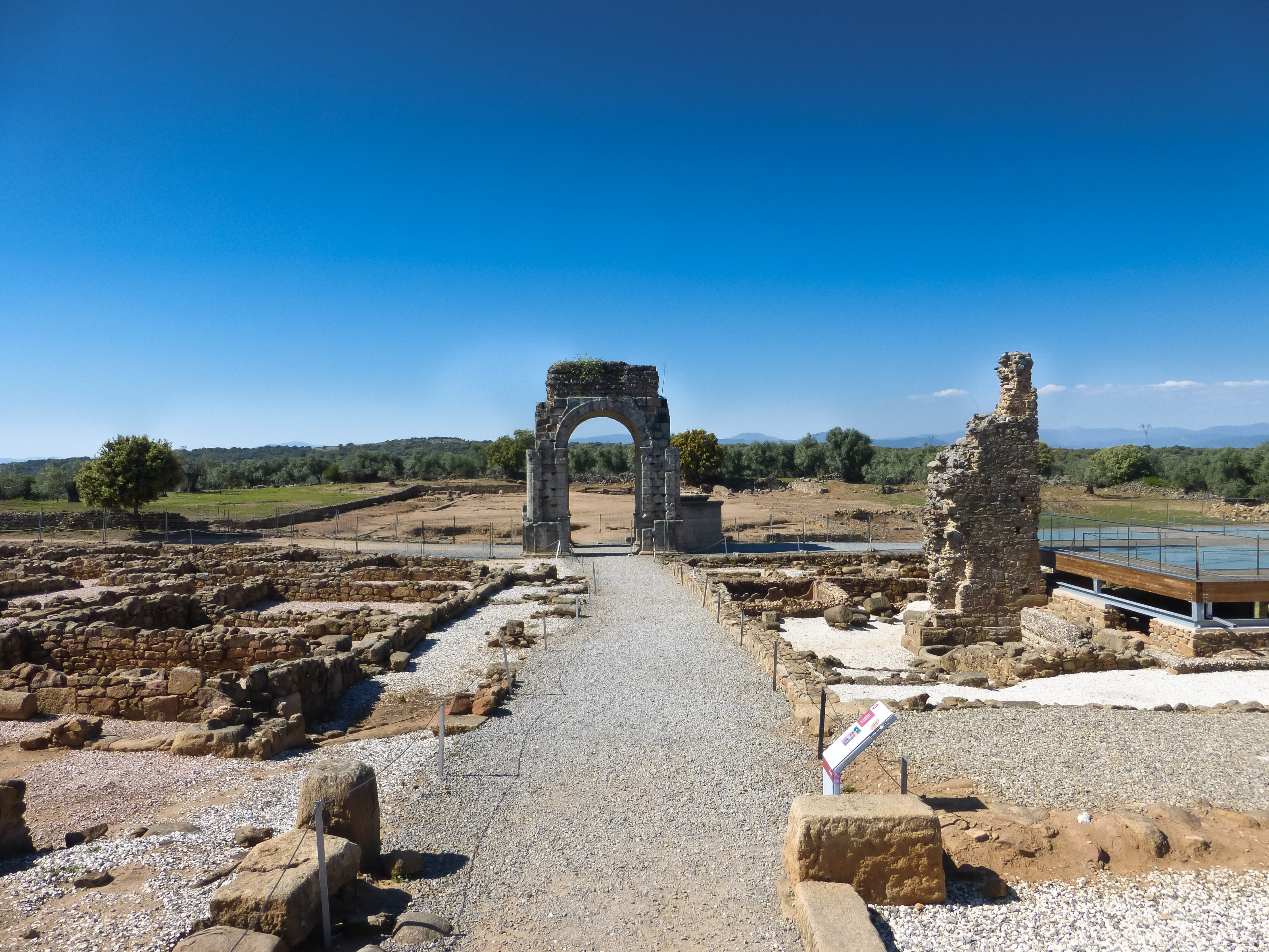
Intersección entre el Cardo y el Decumanus de Cáparra, España.

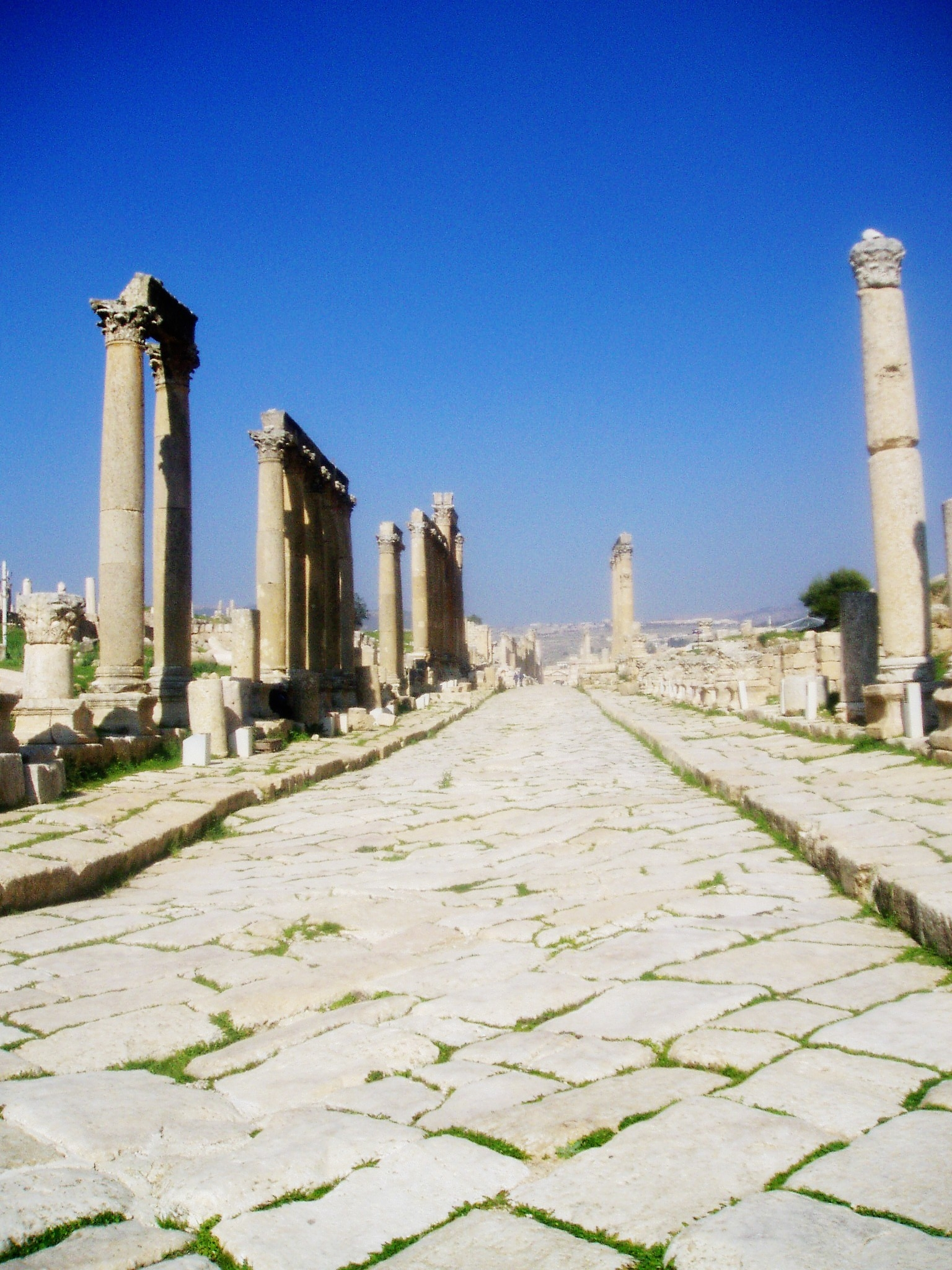
Cardo maximo de Gerasa, en Jordania.

Cardo (cardō) es un término empleado en la planificación urbanística en el imperio romano. Denota una calle con orientación norte-sur en un campamento militar o colonia. El cardo principal es el Cardo Maximus, que se cruza perpendicularmente con el Decumanus Maximus, la otra calle principal. Aunque el foro se situaba originalmente, es decir, en las primeras ciudades romanas, en las afueras (de ahí su nombre: forum = fuera) y se destinaba a las actividades mercantiles (mercados y ferias), con el tiempo comenzó a dedicarse a las actividades políticas y administrativas, por lo que las ciudades romanas más recientes comenzaron a crear plazas públicas en la intersección del Cardo Maximus con el Decumanus Maximus. Esta idea general fue tomada después, con las Ordenanzas de Felipe II en el siglo XVI para la fundación y organización urbanística de la mayor parte de las 40 000 ciudades que los españoles fundaron en América. 
La palabra tiene su origen en la línea que trazaban los augures de norte a sur para realizar los auspicios cuando se fundaba la ciudad. A su vez, de esta palabra se deriva el término "puntos cardinales" que se utiliza en la orientación geográfica, en las brújulas, en las veletas, etc.